# تاكويا سوغيموتو
تاكويا سوغيموتو (باليابانية: 杉本 拓也) (31 ديسمبر 1989 في شيزوكا في اليابان – )؛ هو لاعب كرة قدم ياباني سابق كان يلعب كحارس مرمى.

## وصلات خارجية
- تاكويا سوغيموتو على موقع رابطة كرة القدم اليابانية للمحترفين (اليابانية)
- تاكويا سوغيموتو على موقع قاعدة بيانات كرة القدم.إي يو (الإنجليزية)
- تاكويا سوغيموتو على موقع Soccerway.com (الإنجليزية)